# Thymine
La thymine est une base nucléique (base pyrimidique) entrant dans la constitution des nucléotides, composants de base (ou monomères) des acides nucléiques. Son nom provient de thymus, l'organe où elle fut découverte.
On la trouve sous forme de nucléotide uniquement dans l'ADN, c'est la désoxythymidine monophosphate ou désoxythymidylate et sous forme de nucléoside uniquement dans l'ADN c'est la désoxythymidine. La thymine s'apparie avec l'adénine dans l'ADN et est remplacée par l'uracile dans l'ARN. 
Sa formule chimique brute est C5H6N2O2. Elle existe sous 7 formes tautomères dont 2 stéréoisomères (1,3H et 3,5H) et 5 tautomères avec au moins un groupe fonctionnel différent (7,8H, 3,8H, 5,8H, 5,7H et 3,7H : oxo- en hydroxy-).
La thymine est un composé essentiel au vivant. On retrouve cette molécule partout dans le corps, seule ou agencée à plusieurs autres molécules différentes, jouant ainsi plusieurs rôles.

## Origine prébiotique
Il a été prouvé que la thymine pouvait, sous certaines conditions, se concevoir à partir de cinq molécules d’acide cyanhydrique de formule brute HCN. En effet, des expériences de biochimie prébiotique montrent que de l'acide cyanhydrique à l'état liquide va spontanément permettre l'apparition d'une infime quantité de thymine.

### Dimères de thymine
Sous l'effet de radiations UV, deux thymines consécutives sur le même brin d'ADN (et à un moindre degré des cytosines) peuvent former un dimère covalent. Ce dimère résulte d'une cycloaddition entre les deux bases adjacentes qui forment deux liaisons inter-nucléotides, aboutissant à la formation d'un cycle cyclobutane entre les deux thymines consécutives sur le même brin. On parle de dimère cyclobutane de pyrimidines ou CPD (cyclobutane pyrimidine dimer). Cette cyclisation déforme et rigidifie l'ADN et empêche l'ADN polymérase d'effectuer la synthèse du brin complémentaire en vis-à-vis, lors de la réplication de l'ADN, ce qui bloque la division cellulaire. Généralement la mort cellulaire ou le cancer s'ensuivent lorsque cette lésion n'est pas réparée par des enzymes. Ce type de lésion, entre autres, peut être à l'origine de cancer ou de pathologies génétiques comme le Xeroderma pigmentosum.
Dans les cellules, cette liaison atypique entre les bases est normalement reconnue et sélectivement réparée par une enzyme spécifique, la CPD-photolyase, une enzyme activée par la lumière. Elle peut également être réparée par le système NER (Nucleotide Excision Repair). Chez les bactéries, ces processus sont sous contrôle du système SOS.

## Utilités
La thymine est un composé qui possède plusieurs utilités[Lesquelles ?]. Au cours de l’évolution, il semble que la thymine ait été un composé « apprécié » par les organismes vivants de par son efficacité. Il s’avère donc qu’au cours de la diversification de l’immense quantité de réactions chimiques se déroulant dans les organismes vivants, la thymine s’est retrouvée à jouer plusieurs rôles clés. Voici donc les principaux composés dans lesquels la thymine prend part.

### Nucléotide
La thymine entre dans la composition des nucléotides. Ces derniers sont, entre autres, les monomères des acides nucléiques. Le nucléotide contenant de la thymine et que l’on retrouve dans l’ADN se nomme désoxythymidine-5'-monophosphate. Il n' y a pas de thymine dans les ARN, où elle est remplacée par l'uracile sous forme d'uridine-5'-monophosphate.
Dans les nucléotides, la thymine se lie à un pentose, le désoxyribose, qui lui-même se lie à un groupement phosphate en position 5' du pentose. Dans ces nucléotides, la thymine est appelée la base nucléique et elle détermine les caractéristiques propres au nucléotide. Ils ne sont pas hydrophobes, contrairement aux bases nucléiques substituées.

## Autres bases nucléiques
- De la famille des purines :
  1. guanine
  2. adénine

- De la famille des pyrimidines :
  1. cytosine
  2. uracile (remplaçant la thymine dans l'ARN)